# 区域选择性
区域选择性，立体化学术语。当一个试剂对一个底物有一个以上的反应中心，而主要进攻其中一个的时候，该反应就被认为具有区域选择性。典型的区域选择性反应比如麦克尔加成。麦克尔加成反应中，底物共轭不饱和羰基化合物有两个亲电中心，即羰基碳和β不饱和碳，当亲核试剂与其作用时，主要（常常是唯一）进攻β不饱和碳，生成β位取代的产物。
此外，常见的区域选择性还有芳香亲电取代反应中苯环定位基表现出来的定位效应；具有多个相同官能团的分子（比如多醇）中这些官能团基于位阻差异体现出来的反应性差异；马尔科夫尼科夫规则描述的反应选择性等等。